# Dai Wangshu

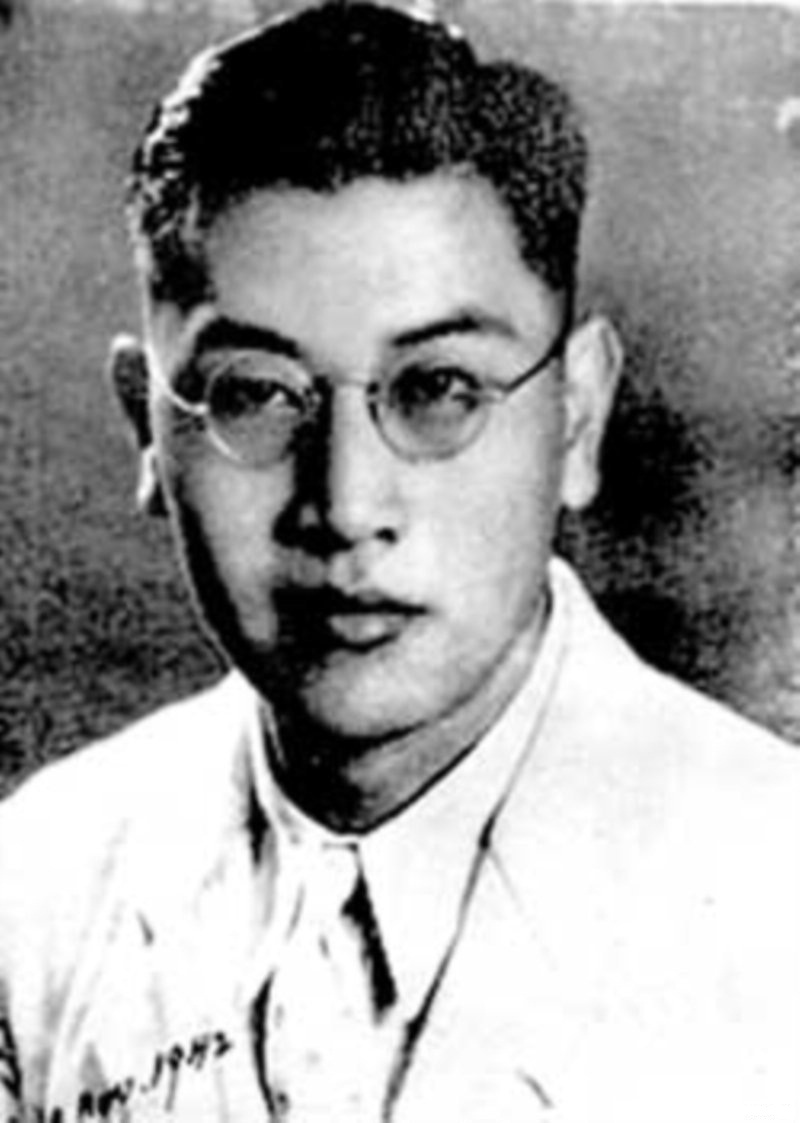
Dai Wangshu (1942)

Dai Wangshu (chinesisch 戴望舒, Pinyin Dài Wàngshū, W.-G. Tai Wang-shu; * 5. März 1905 in Hangzhou, Zhejiang; † 28. Februar 1950 in Peking) war ein chinesischer Lyriker und Übersetzer.

## Leben
Dai Wangshu begann schon in jungen Jahren, Gedichte und Kurzgeschichten zu schreiben, und gründete in der Schule mit anderen Dichtern „Die blaue Gesellschaft“, eine alle vierzehn Tage erscheinende Literaturzeitschrift, und wurde deren Mitherausgeber. 1925 begann er ein Studium im Fach Chinesische Literatur an der Shanghai-Universität und veröffentlichte dort Gedichte und von ihm verfasste Übersetzungen in „Jade-Stein“, einer von Studenten herausgegebenen Zeitschrift für Bildende Kunst. Während dieser Zeit wurde er wegen seiner Aktivitäten in revolutionären Gruppen festgenommen und inhaftiert, aber nach kurzer Haft wieder freigelassen. Nach seiner Haftentlassung begann er ein Studium der Fächer Französische Sprache und Literatur an der Aurora Universität. Beeinflusst von der französischen symbolistischen Schule um Paul Verlaine und Charles Baudelaire, deren Werke er übersetzte, war seine Lyrik zunächst gekennzeichnet von Melancholie, Musikalität und Verwendung traditioneller Symbole unter dem Einfluss von klassischen chinesischen Schriftstellern, insbesondere Dichtern der späten Tang-Dynastie. Wangshus Experimente mit freien Versen, Erzählungen und Umgangssprache in Gedichten wie „Gasse im Regen“ trugen dazu bei, sie als Formen bekannt zu machen und sie als Facetten der modernen chinesischen Literatur zu festigen. Nach 1929 verwendete er in seinen Werken wie Wǒ de jìyì („Meine Erinnerungen“) eine prosaische Sprache und nunmehr wurden Einsamkeit, Natur und Orientierungslosigkeit zu den Themen seiner Gedichte.
Dai befand sich zwischen 1932 und 1935 in Frankreich, um im Gefängnis Montluc in Lyon, das vom Institut franco-chinois de Lyon als Studienstätte genutzt wurde, sein Studium der französischen Sprache fortzusetzen. Nach seiner Rückkehr schloss er sich der Linken Schriftstellerliga an, die als literarische Gruppe die aufstrebenden starken kommunistischen Ideale unterstützte und den Zorn der damaligen Regierung auf sich zog. 1935 wurde er zudem Chefredakteur der Literaturzeitschrift „Moderne Literatur“. In dieser Zeit veröffentlichte er zudem seine Gedichtbände Wàng shū cǎo („Wangshu-Gras“, 1936) sowie Wàng shū shī gǎo („Gedichte von Wang Shu“, 1937).
Während des Zweiten Chinesisch-Japanischen Krieges (7. Juli 1937 bis 9. September 1945) zog Dai Wangshu nach Hongkong, wo er Chefredakteur von The Constellation war. Allerdings wurde er 1941 von den japanischen Besatzungsmacht inhaftiert. Nach seiner Freilassung 1945 trat er in die Presseverwaltung der neu gebildeten chinesischen Regierung ein und arbeitete als Publizist und Übersetzer in der Abteilung für auswärtige Beziehungen. Zu seinen Lebzeiten erschien 1948 zuletzt Zāinàn de suìyuè („Jahre der Katastrophe“).

## Veröffentlichungen
- 《我的记忆》Wǒ de jìyì („Meine Erinnerungen“), 1929
- 《望舒草》Wàng shū cǎo („Wangshu-Gras“), 1933
- 《望舒诗稿》Wàng shū shī gǎo („Gedichte von Wang Shu“), 1937
- 《灾难的岁月》Zāinàn de suìyuè („Jahre der Katastrophe“), 1948

posthum
- 《戴望舒诗选》Dàiwàngshū shī xuǎn („Ausgewählte Gedichte von Dai Wangshu“), 1957, Neuauflage 1974
- 《小说戏曲论集》Xiǎoshuō xìqǔ lùn jí („Sammlung von Dramen und Romanen“), 1958
- 《戴望舒诗集》Dàiwàngshū shījí („Sammlung von Gedichten von Dai Wangshu“), 1981

## Hintergrundliteratur
- Gregory Lee: Dai Wangshu. The Life and Poetry of a Chinese Modernist, 1989, ISBN 978-9-62201-4-084 (Onlineversion)
- Ingrid Krüssmann-Ren: Literarischer Symbolismus in China. Theoretische Rezeptionen und lyrische Gestaltung bei Dai Wangshu (1905–1950), Einleitender Essay von Rolf Trauzettel, 1991, ISBN 978-3-88339-869-3
- Bonnie S. McDougall, Kam Louie: The literature of China in the twentieth century, S. 68 f., 1997, ISBN 978-1-85065-2-861 (Onlineversion)
- Gero von Wilpert: Lexikon der Weltliteratur. Fremdsprachige Autoren, S. 431, Band I A–K, Stuttgart 2004, 2008, ISBN 978-3-520-84301-2
- Lexikon der chinesischen Literatur, S. 63, 2004, ISBN 978-3-40652-2-147-(Online-Version)
- Joseph S. M. Lau, Howard Goldblatt: The Columbia Anthology of Modern Chinese Literature, S. 510 ff., 2007, ISBN 978-0-23113-8-413 (Onlineversion)
- Wolfgang Kubin: Die chinesische Literatur im 20. Jahrhundert, S. 164 u. a., 2008, ISBN 978-3-59844-1-158 (Onlineversion)
- Marc Hermann: Biographisches Handbuch chinesischer Schriftsteller. Leben und Werke, S. 36 f., 2011, ISBN 978-3-59824-5-503 (Onlineversion)
- Alexandra Leipold: Die Fünf Meister aus Sichuan. Die posthermetischen Lyriker Bai Hua, Zhang Zao, Zhong Ming, Ouyang Jianghe und Zhai Yongming, S. 32 ff., 2011, ISBN 978-3-94210-9-628 (Onlineversion)
- Yaohua Shi: The Poetry of Dai Wangshu. Where Tradition meets Modernism, Kapitel 11, in: Routledge Handbook of Modern Chinese Literature, 2018, ISBN 978-1-31723-6-696 (Onlineversion)
- Global Modernists on Modernism. An Anthology, 2020, ISBN 978-1-47424-2-332 (Onlineversion)
- Bibliographie zur chinesischen Literatur in deutscher Sprache, S. 307, 2021, ISBN 978-3-59844-1-370 (Onlineversion)